# أغنية فلسطين (شعر غنائي)
أغنية فلسطين (شعر غنائي) (بالألمانية: Palästinalied، بالإنجليزية: Palestine Song، بالتركية: Filistin Şarkısı، بالفرنسية: Chant de Palestine): هي أغنية كتبها في أوائل القرن الثالث عشر الشاعر الغنائي فالتر فون در فوغلفايدي. هي واحدة من الأغاني القليلة التي كتبها فالتر ونجا لحنها.
تمت كتابة "أغنية فلسطين" في وقت الحملة الصليبية الخامسة (1217-1221). أقدم مصدر للحن هو ما يسمى بقطعة مونستر (المخطوطة Z، القرن الرابع عشر).
كما تحتوي مخطوطة كارمينا بورانا (حوالي 1230) على المقطع الأول من أغنية فلسطين."
تشير خاتمة الأغنية إلى الحروب الصليبية نفسها، مؤكدة أنه في ضوء مطالبة المسيحيين واليهود والمسلمين بالأرض المقدسة، فإن المطالبة المسيحية هي المطالبة العادلة.